# Algidia viridata
Algidia viridata is een hooiwagen uit de familie Triaenonychidae. De wetenschappelijke naam van Algidia viridata gaat terug op Forster.